# Eastwick
Eastwick – wieś i civil parish w Anglii, w Hertfordshire, w dystrykcie East Hertfordshire. W 2011 civil parish liczyła 194 mieszkańców. Eastwick jest wspomniana w Domesday Book (1086) jako Esteuuiche.